# Glaciar Muir
El glaciar Muir es un glaciar en la Parque y Reserva Nacional Glacier Bay en Alaska (Estados Unidos). Tiene 700 m de anchura en su parte final, aunque se encuentra en retroceso. A mediados de los años 1980 el glaciar llegaba hasta el mar, acabando en un muro de 60 m de alto, del que se formaban icebergs por desprendimiento de sus masas de hielo.

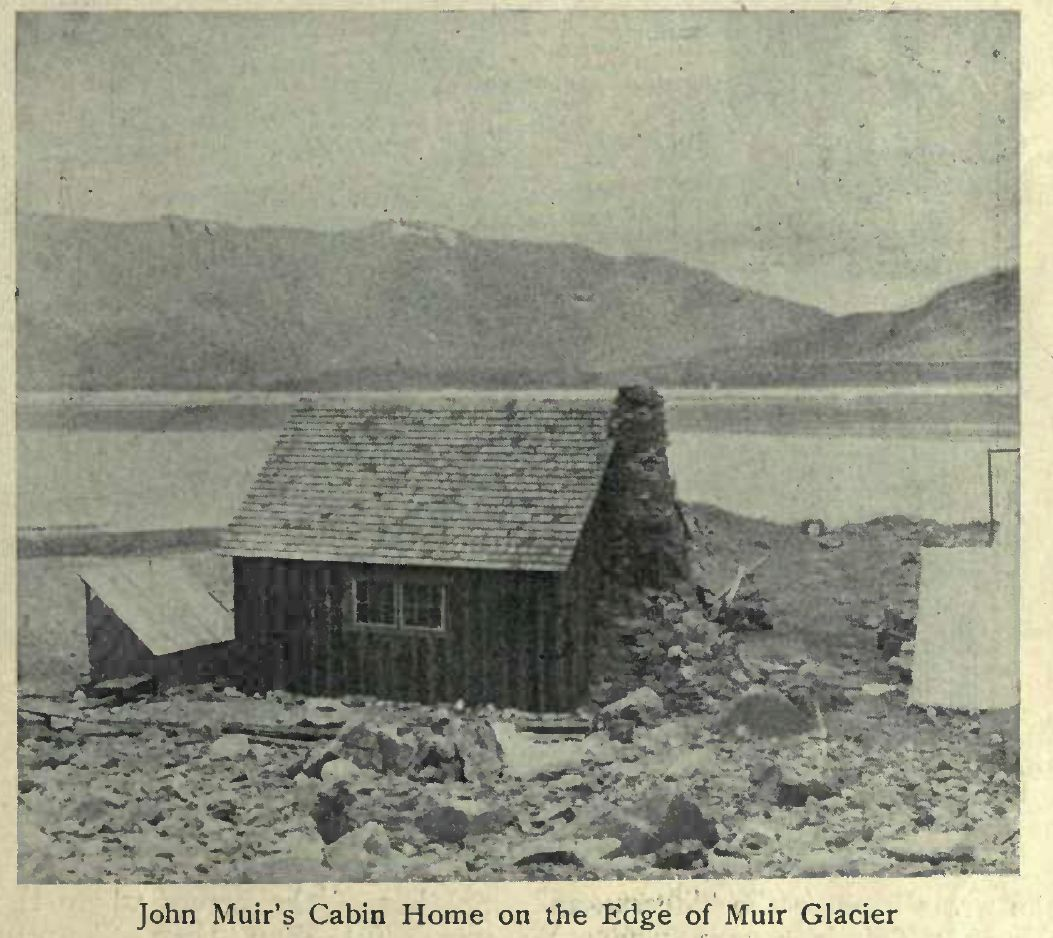
Cabaña de John Muir en el glaciar (circa 1900)

El glaciar Muir ha reducido su tamaño muy rápidamente. Alrededor de 1870, durante la Pequeña Edad de Hielo, alcanzó su máximo tamaño, disminuyendo desde entonces. Entre 1941 y 2004, el glaciar retrocedió más de 12 kilómetros, y perdió 800 m de espesor. En este tiempo, el océano ha ido reemplazando el hielo con agua salada.
Este glaciar debe su nombre al naturalista John Muir que visitó el área y escribió sobre ella, fomentando el interés por esta región y su preservación. Sus dos estancias, en 1878 y 1880, quedaron documentadas primero en el periódico San Francisco Bulletin, y posteriormente fueron recopiladas en el libro Travels in Alaska, que fue publicado el mismo año de su muerte, 1915.